# Podalyria velutina
Podalyria velutina är en ärtväxtart som beskrevs av George Bentham. Podalyria velutina ingår i släktet Podalyria och familjen ärtväxter. Inga underarter finns listade i Catalogue of Life.